# Ralph Thomas
Ralph Philip Thomas (n. 10 august 1915, Kingston upon Hull, Anglia, Regatul Unit al Marii Britanii și Irlandei – d. 17 martie 2001, Londra, Anglia, Regatul Unit) a fost un regizor de film englez. Este probabil cel mai  notabil pentru regia seriei de filme Doctor bazată pe cărțile scriitorului Richard Gordon.
A participat la a doua bătălie de la El Alamein din 1942 și a primit Crucea Militară.

## Biografie
Thomas a început să filmeze de la vârsta de 17 ani. A lucrat ca asistent de operator video și din 1935 până în 1939 a lucrat ca monteur. Apoi a luat parte la cel de-al doilea război mondial până în 1944 când a fost rănit în război, lăsat la vatră și s-a întors în lumea filmului după război. Inițial a produs reclame publicitare și apoi i s-a oferit posibilitatea de a regiza primul său film în 1949.
Thomas a devenit unul dintre cei mai de succes regizori britanici în anii 1950. Seria sa de filme Doctor a fost un succes la box-office din Marea Britanie și l-a făcut vedetă pe actorul Dirk Bogarde. Cu Bogarde a produs numeroase alte filme în afara seriei Doctor.
Fratele său Gerald Thomas a fost, de asemenea, un regizor de succes.

## Filmografie
- 1936 Second Bureau – monteur
- 1937 Return of a Stranger – monteur
- 1949 Once Upon a Dream – regizor
- 1949 Traveller's Joy – regizor
- 1949 Helter Skelter – regizor - muzica de Francis Chagrin

- 1951 The Clouded Yellow – regizor
- 1951 Appointment with Venus – regizor
- 1952 Venetian Bird – regizor
- 1953 A Day to Remember – regizor
- 1953 The Dog and the Diamonds – regizor
- 1954 Mad About Men – regizor
- 1954 Doctor in the House – regizor
- 1955 Deasupra noastră marea (Above Us the Waves) – regizor
- 1955 Doctor at Sea – regizor
- 1956 Checkpoint – regizor
- 1956 The Iron Petticoat – regizor
- 1957 Doctor at Large – regizor
- 1957 Campbell's Kingdom – regizor
- 1958 A Tale of Two Cities – regizor
- 1958 The Wind Cannot Read – regizor
- 1959 39 de trepte (The 39 Steps) – regizor
- 1959 Upstairs and Downstairs – regizor

- 1960 Conspiracy of Hearts – regizor
- 1960 Doctor in Love – regizor
- 1961 No Love for Johnnie – regizor
- 1961 No My Darling Daughter – regizor
- 1962 A Pair of Briefs – regizor
- 1962 The Wild and the Willing – regizor
- 1963 Doctor in Distress – regizor
- 1964 Hot Enough for June – regizor
- 1964 The High Bright Sun (US: McGuire, Go Home) – regizor
- 1966 Doctor in Clover – regizor
- 1967 Mai periculoase decât bărbații (Deadlier Than the Male) – regizor
- 1968 Nimeni nu aleargă mereu (Nobody Runs Forever / The High Commissioner) – regizor
- 1969 Some Girls Do – regizor

- 1970 Doctor in Trouble – regizor
- 1971 Percy – regizor
- 1971 Quest for Love – regizor
- 1973 The Love Ban – regizor
- 1974 Percy's Progress – regizor
- 1975 The Insurance Man from Ingersoll (film TV) – producător
- 1979 O privighetoare a cântat în Berkeley Square (A Nightingale Sang in Berkeley Square) – regizor
- 1981 Doctor's Daughters (serial TV) – scenarist
- 1984 Pop Pirates – producător

### Filme neterminate
- Film fără titlu despre femeile de poliție britanice, o versiune feminină a filmului The Blue Lamp[6]
- The Red Hot Ferrari
- The Undertakers Man
- The Reckless Years, povestea lui Byron și Shelley (1974)[7]